# ادگار برونو دا سیلوا
ادگار برونو دا سیلوا (به پرتغالی: Edgar Bruno da Silva) مهاجم اهل برزیل است که در شهر ساو کارلوس و در تاریخ ۳ ژانویهٔ ۱۹۸۷ به دنیا آمده‌است.
ادگار برونو دا سیلوا در تیم‌های فوتبال Joinville سابقهٔ حضور دارد.